# Group Therapy (Above & Beyond)
Group Therapy è il secondo album del gruppo trance Inglese Above & Beyond, pubblicato il 6 giugno 2011 dalla Anjunabeats.

## Tracce
1. Filmic – 3:49
2. Alchemy (feat. Zoë Johnston) – 5:17
3. Sun & Moon (feat. Richard Bedford) – 5:25
4. You Got to Go (feat. Zoë Johnston) – 5:34
5. Black Room Boy (feat. Tony McGuinness and Richard Bedford) – 6:10
6. Giving It Out (feat. Zoë Johnston) – 3:53
7. On My Way to Heaven (feat. Richard Bedford) – 5:58
8. Prelude – 5:54
9. Sun in Your Eyes – 4:50
10. Love Is Not Enough (feat. Zoë Johnston) – 6:33
11. Every Little Beat (feat. Richard Bedford) – 6:00
12. Sweetest Heart (feat. Zoë Johnston) – 3:36
13. Thing Called Love (feat. Richard Bedford) – 5:29
14. Only a Few Things (feat. Zoë Johnston) – 5:02
15. Eternal – 2:53